# 艾倫鎮區 (印第安納州邁阿密縣)
艾倫鎮區（英語：Allen Township）是位於美國印地安納州邁阿密縣的一個行政鎮區。

## 地方資料
根據2010年美國人口普查的數據，艾倫鎮區的面積為56.00平方千米，當中陸地面積為55.70平方千米，而水域面積為0.30平方千米。當地共有人口695人，而人口密度為每平方千米12.41人。